# Fiat G.12
El Fiat G.12 era un monoplano trimotor de línea producido por la firma Fiat Aviazione en los años cuarenta, con el propósito de ser utilizado por las aerolíneas Avio Linee Italiane (propiedad del grupo industrial Fiat). Inicialmente diseñado para uso civil como avión de pasajeros, con el estallido de la Segunda Guerra Mundial, se reconvirtió al papel de avión de transporte táctico siendo utilizado principalmente por la Regia Aeronautica. Al final del conflicto continuó su actividad volviendo al uso para el que fue concebido, siendo más tarde operado entre otras por la recién nacida compañía de bandera Alitalia.

## Desarrollo y diseño
Solicitado en un principio para cubrir las rutas de las líneas aéreas Avio Linee Italiane y Ala Littoria, el proyecto estaba a cargo del ingeniero  Giuseppe Gabrielli ,  de la firma Fiat Aviazione y diseñador de numerosos aviones civiles y militares.
El prototipo Fiat G.12 realizó su primer vuelo el 15 de septiembre de 1940 cuando Italia ya estaba en guerra.

### Diseño
El G.12 era un avión de construcción totalmente metálica; un monoplano de ala baja cantilever y trimotor;una apariencia típica de la producción italiana de la época. El fuselaje, de sección rectangular, integraba la cabina colocada en una posición elevada y conectada al compartimento de pasaje, de 14 a 22 asientos según las versiones, y al de equipaje. Este último terminaba en la parte trasera en una cola convencional dotada de una gran cola mono deriva.
El tren de aterrizaje presentaba una configuración de triciclo semi-retráctil que volvía a entrar en las góndolas del motor complementado por una rueda de soporte trasera colocada debajo de la cola.
La propulsión se confió a tres motores radiales Fiat A.74 RC.42 de catorce cilindros refrigerados por aire capaces de entregar una potencia de salida de 870 cv (882 HP, 640 kW); este motor, inicialmente había sido diseñado para su uso en aviones de caza. Dos estaban instalados en dos góndolas en las ala y el tercero en el morro y protegidos en carenados caracterizados por hendiduras en correspondencia con las cabezas de los cilindros, y con hélices tripala SIAI-Hydrovaria S.53. Las versiones motorizadas con el Alfa Romeo 128 RC.18 eran reconocibles porque carecían de esta característica.

## Uso operacional
Después de la entrega de los dos primeros ejemplares a la compañía propiedad de FIAT Avio Linee Italiane (ALI); con el estallido del conflicto, el Ministerio del Aire ordenó la militarización de los modelos y la asignación de los mismos a los Servizi Aerei Speciali que coordinaban las funciones de las rutas aéreas civiles aún operativas. Los G.12 volaron entre Milán, Bucarest, Budapest y Tirana. La primera unidad de la Regia Aeronautica en equiparse con el Fiat G.12 fue la 601, una escuadrilla de 147 ° Gruppo, que recibió el prototipo el 16 de agosto de 1941 y otros tres ejemplares en octubre, que fueron utilizados en la ruta Brindisi-Rodas-Benghazi. Posteriormente operando en el seno de las Squadriglie 605 y 606 prestaron apoyo en la campaña de Grecia y la Campaña del Desierto Occidental (Libia). Más tarde, la principal versión militar G.12T entre otros cometidos fue utilizada en misiones de transporte entre Italia y el norte de África de tropas, carga y combustible. En febrero de 1942 la Squadriglie 605 se hizo cargo de 8 nuevos Fiat G.12. En junio de 1942, Fiat recibió un nuevo pedido de 29 unidades; algunas de las nuevas aeronaves reacondicionaron la escuadrilla 605 a su regreso del frente ruso en julio de 1942. En noviembre de 1942, el 148 ° Gruppo tenía un total de 13 Fiat G.12 operativos en las rutas aéreas del Mediterráneo. La unidad participó activamente en el fortalecimiento de las fuerzas del Eje en Túnez sufriendo grandes bajas. Antes del Armisticio de 1943, Fiat entregó cinco G.12 al gobierno de Hungría. En agosto de 1943, el 148 ° Gruppo todavía contaba con 28 Fiat G.12. Alrededor de veinte ejemplares, además de los ocho producidos por Fiat en 1944 continuaron en servicio en las filas de la Luftwaffe y la Aeronautica Nazionale Repubblicana. Después del armisticio de septiembre de 1943, la Aeronautica Cobeligerante solo tenía dos Fiat G.12, los MM.60691 y 60696.
En la posguerra, los G.12 en estado de vuelo fueron utilizados en servicios de transporte de correspondencia militar (Corriere Aerei Militari). La producción continuó con nuevas versiones y diferentes motores. Las últimas variantes de posguerra, un desarrollo ampliado del G.12, el Fiat G.212 fueron un único ejemplar G.212CA con motores Alfa Romeo A.128 para la Aeronautica Militare y la posterior G.212CP (conocido como Monterosa o Aeropullman), con motores Pratt & Whitney, que se utilizó en las rutas de Roma y Milán a Suiza, Bélgica, España, Grecia y Turquía; posteriormente, algunos G.212 fueron vendidos a compañías francesas y otros utilizados por la filial de Fiat en Egipto, Societa Servizi Aerei d´Egitto, en vuelos chárter. También la Aeronautica Militare adquirió seis G.212CP de los que uno fue modificado como gabinete volante; los dos últimos entregados para uso militar fueron empleados de 1951 en adelante como aulas volantes.

## Versiones
G.12C
Avión de transporte para 14 pasajeros, propulsado por tres motores radiales Fiat A.74 RC42 de 574 kW (770 hp) 
G.12 Gondar
Versión especial de largo alcance para sostener las vías de comunicación con las colonias del África Oriental Italiana (A.O.I.)
G.12GA (Grande Autonomía)
Aviones de transporte de largo alcance, equipados con tanques de combustible extra y motores Alfa Romeo 126 RC34 de 750 CV (552 kW); tres construidos
G.12RT y G.12RTbis
Versiones especiales de largo alcance con motores radiales Alfa Romeo 128 RC.18 construidas para vuelos de enlace Roma - Tokio, con alcances máximos de 8.000 y 9.000 km respectivamente; dos construidos
G.12T
Principal versión militar de transporte de tropas y carga con capacidad para 22 soldados
G.12CA
Avión de línea de 18 pasajeros, impulsado por motores radiales Alfa Romeo 128 RC.18
G.12L
Versión con fuselaje alargado y capacidad para 18 pasajeros
G.12LB
Avión comercial de 22 pasajeros, propulsado por motores radiales Bristol Pegasus 48 de 604 kW (810 hp) 
G.12LP
Avión comercial de 22 pasajeros, propulsado por motores  Pratt & Whitney R-1830-S1C3-G Twin Wasp de 783 kW (1.050 hp)

## Variantes
G.212CA
Desarrollo ampliado de posguerra del G.12 con motores Alfa Romeo A.128. Configuración interior para 24, 30 o 40 pasajeros; uno construido
G.212CP
Desarrollo ampliado de posguerra del G.12 con motores Pratt & Whitney R-1830 Twin Wasp; dieciocho construidos

## Especificaciones técnicas (G.12C)
Referencia datos: Enciclopedia Ilustrada de la Aviación. Vol.7 pag. 1797 Ed. Delta, Barcelona. 1982 Vol.7 ISBN 84-85822-65-X

### Características generales
- Tripulación: 4
- Longitud: 20,16 m
- Envergadura: 28,60 m
- Altura: 4,90 m
- Superficie alar: 113,50 m²
- Peso vacío: 8.900 kg
- Peso máximo al despegue: 12.800 kg
- Planta motriz: 2× radiales de catorce cilindros refrigerados por aire Fiat A.74 RC.42.
  - Potencia: 640 kW (882 HP; 870 CV) cada uno.
- Hélices: metálica SIAI-Hydrovaria S.53

### Rendimiento
- Velocidad nunca excedida (Vne): 395 km\h (a 4.900 m)
- Velocidad crucero (Vc): 310 km\h (a 3.400 m)
- Alcance: 1.740 km
- Techo de vuelo: 8.000 m

## Usuarios

### Militares
Reino de Italia
- Regia Aeronautica
- Aeronautica Nazionale Repubblicana
- Aeronautica Cobeligerante

 Italia
- Aeronautica Militare

 Alemania
- Luftwaffe

 Hungría
- Magyar Királyi Honvéd Légierő

### Operadores civiles
Reino de Italia
- Avio Linee Italiane

 Italia
- Ali Flotte Riunite
- Airone Compagnia trasporti aerei - Cagliari
- Alitalia

## Aeronaves similares (época y motorización)
- Dewoitine D.338
- Ford Trimotor
- Junkers Ju 52
- Savoia-Marchetti S.M.73
- Savoia-Marchetti S.M.75